# Résultats par département des élections législatives françaises de 1967
 (mars 2025).
La mise en forme du texte ne suit pas les recommandations de Wikipédia : il faut le « wikifier ».
Les points d'amélioration suivants sont les cas les plus fréquents :
- Les titres sont pré-formatés par le logiciel. Ils ne sont ni en capitales, ni en gras.
- Le texte ne doit pas être écrit en capitales (les noms de famille non plus), ni en gras, ni en italique, ni en « petit »…
- Le gras n'est utilisé que pour surligner le titre de l'article dans l'introduction, une seule fois.
- L'italique est rarement utilisé : mots en langue étrangère, titres d'œuvres, noms de bateaux, etc.
- Les citations ne sont pas en italique mais en corps de texte normal. Elles sont entourées par des guillemets français : « et ».
- Les listes à puces sont à éviter, des paragraphes rédigés étant largement préférés. Les tableaux sont à réserver à la présentation de données structurées (résultats, etc.).
- Les appels de note de bas de page (petits chiffres en exposant, introduits par l'outil «  Source ») sont à placer entre la fin de phrase et le point final[comme ça].
- Les liens internes (vers d'autres articles de Wikipédia) sont à choisir avec parcimonie. Créez des liens vers des articles approfondissant le sujet. Les termes génériques sans rapport avec le sujet sont à éviter, ainsi que les répétitions de liens vers un même terme.
- Les liens externes sont à placer uniquement dans une section « Liens externes », à la fin de l'article. Ces liens sont à choisir avec parcimonie suivant les règles définies. Si un lien sert de source à l'article, son insertion dans le texte est à faire par les notes de bas de page.
- La présentation des références doit suivre les conventions bibliographiques. Il est recommandé d'utiliser les modèles {{Ouvrage}}, {{Chapitre}}, {{Article}}, {{Lien web}} et/ou {{Bibliographie}}. Le mode d'édition visuel peut mettre en forme automatiquement les références.
- Insérer une infobox (cadre d'informations à droite) n'est pas obligatoire pour parachever la mise en page.

Pour une aide détaillée, merci de consulter Aide:Wikification.
Si vous pensez que ces points ont été résolus, vous pouvez retirer ce bandeau et améliorer la mise en forme d'un autre article.
L'élection des députés de la IIIe législature de la Cinquième République française a eu lieu les 5 et 12 mars 1967. Voici les résultats par département des membres.

## Ain

Députés élus de l'Ain par circonscription

| Circonscription | Député sortant   | Parti | Parti | Député élu ou réélu   | Parti | Parti |
| --------------- | ---------------- | ----- | ----- | --------------------- | ----- | ----- |
| 1re             | Paul Barberot    |       | MRP   | Paul Barberot         |       | CD    |
| 2e              | Marcel Anthonioz |       | RI    | Marcel Anthonioz      |       | RI    |
| 3e              | Émile Dubuis     |       | MRP   | Guy de La Verpillière |       | RI    |

## Aisne

Députés élus de l'Aisne par circonscription

| Circonscription | Député sortant    | Parti | Parti   | Député élu ou réélu | Parti | Parti       |
| --------------- | ----------------- | ----- | ------- | ------------------- | ----- | ----------- |
| 1re             | Guy Sabatier      |       | UNR-UDT | Guy Sabatier        |       | UD-Ve       |
| 2e              | Edmond Bricout    |       | UNR-UDT | Edmond Bricout      |       | UD-Ve       |
| 3e              | Jean Risbourg     |       | UNR-UDT | Maurice Brugnon     |       | FGDS (SFIO) |
| 4e              | Albert Catalifaud |       | UNR-UDT | Albert Catalifaud   |       | UD-Ve       |
| 5e              | André Rossi       |       | CR      | André Rossi         |       | CR          |

## Allier

Députés élus de l'Allier par circonscription

| Circonscription | Député sortant   | Parti | Parti | Député élu ou réélu | Parti | Parti          |
| --------------- | ---------------- | ----- | ----- | ------------------- | ----- | -------------- |
| 1re             | Marcel Guyot     |       | PCF   | Marcel Guyot        |       | PCF            |
| 2e              | Jean Nègre       |       | SFIO  | Jean Nègre          |       | FGDS (SFIO)    |
| 3e              | Charles Magne    |       | SFIO  | Pierre Villon       |       | PCF            |
| 4e              | Gabriel Péronnet |       | Rad   | Gabriel Péronnet    |       | FGDS (Radical) |

## Basses-Alpes

Députés élus des Basses-Alpes par circonscription

| Circonscription | Député sortant | Parti | Parti | Député élu ou réélu | Parti | Parti          |
| --------------- | -------------- | ----- | ----- | ------------------- | ----- | -------------- |
| 1re             | Marcel Massot  |       | Rad   | Marcel Massot       |       | FGDS (Radical) |
| 2e              | Claude Delorme |       | SFIO  | Claude Delorme      |       | FGDS (SFIO)    |

## Hautes-Alpes

Députés élus des Hautes-Alpes par circonscription

| Circonscription | Député sortant        | Parti | Parti  | Député élu ou réélu | Parti | Parti          |
| --------------- | --------------------- | ----- | ------ | ------------------- | ----- | -------------- |
| 1re             | Armand Barniaudy      |       | MRP    | Émile Didier        |       | FGDS (Radical) |
| 2e              | François-Marie Bénard |       | Radsoc | Paul Dijoud         |       | RI             |

## Alpes-Maritimes

Députés élus des Alpes-Maritimes par circonscription

| Circonscription | Député sortant                                        | Parti | Parti   | Député élu ou réélu     | Parti | Parti      |
| --------------- | ----------------------------------------------------- | ----- | ------- | ----------------------- | ----- | ---------- |
| 1re             | Pierre Pasquini                                       |       | UNR-UDT | Virgile Barel           |       | PCF        |
| 2e              | Diomède Catroux                                       |       | UNR-UDT | Jacques Médecin         |       | CR         |
| 3e              | Fernand Icart suppléant d'Édouard Corniglion-Molinier |       | RI      | Paul Cléricy            |       | FGDS (CIR) |
| 4e              | Francis Palmero                                       |       | CR      | Francis Palmero         |       | CR         |
| 5e              | Bernard Cornut-Gentille                               |       | Radcent | Bernard Cornut-Gentille |       | CD         |
| 6e              | Pierre Ziller                                         |       | UNR-UDT | Pierre Ziller           |       | UD-Ve      |

## Ardèche

Députés élus de l'Ardèche par circonscription

| Circonscription | Député sortant       | Parti | Parti | Député élu ou réélu  | Parti | Parti |
| --------------- | -------------------- | ----- | ----- | -------------------- | ----- | ----- |
| 1re             | Henri Chaze          |       | PCF   | Pierre Cornet        |       | UD-Ve |
| 2e              | Louis Roche-Defrance |       | RI    | Louis Roche-Defrance |       | CD    |
| 3e              | Jean Moulin          |       | CD    | Jean Moulin          |       | CD    |

## Ardennes

Députés élus des Ardennes par circonscription

| Circonscription | Député sortant | Parti | Parti   | Député élu ou réélu | Parti | Parti       |
| --------------- | -------------- | ----- | ------- | ------------------- | ----- | ----------- |
| 1re             | Lucien Meunier |       | UNR-UDT | Lucien Meunier      |       | UD-Ve       |
| 2e              | Jean Le Gall   |       | UNR-UDT | André Lebon         |       | FGDS (SFIO) |
| 3e              | Roger Noiret   |       | UNR-UDT | Guy Desson          |       | PSU         |

## Ariège

Députés élus de l'Ariège par circonscription

| Circonscription | Député sortant | Parti | Parti | Député élu ou réélu | Parti | Parti       |
| --------------- | -------------- | ----- | ----- | ------------------- | ----- | ----------- |
| 1re             | Gilbert Faure  |       | SFIO  | Gilbert Faure       |       | FGDS (SFIO) |
| 2e              | René Dejean    |       | SFIO  | René Dejean         |       | FGDS (SFIO) |

## Aube

Députés élus de l'Aube par circonscription

| Circonscription | Député sortant | Parti | Parti   | Député élu ou réélu | Parti | Parti       |
| --------------- | -------------- | ----- | ------- | ------------------- | ----- | ----------- |
| 1re             | Louis Briot    |       | UNR-UDT | Louis Briot         |       | UD-Ve       |
| 2e              | Henri Terré    |       | RI      | Bernard Pieds       |       | FGDS (SFIO) |
| 3e              | Jean Durlot    |       | UNR-UDT | Paul Granet         |       | UD-Ve       |

## Aude

Députés élus de l'Aude par circonscription

| Circonscription | Député sortant | Parti | Parti | Député élu ou réélu | Parti | Parti       |
| --------------- | -------------- | ----- | ----- | ------------------- | ----- | ----------- |
| 1re             | Jules Fil      |       | SFIO  | Georges Guille      |       | FGDS (SFIO) |
| 2e              | Francis Vals   |       | SFIO  | Francis Vals        |       | FGDS (SFIO) |
| 3e              | Lucien Milhau  |       | SFIO  | Lucien Milhau       |       | FGDS (SFIO) |

## Aveyron

Députés élus de l'Aveyron par circonscription

| Circonscription | Député sortant            | Parti | Parti  | Député élu ou réélu       | Parti | Parti          |
| --------------- | ------------------------- | ----- | ------ | ------------------------- | ----- | -------------- |
| 1re             | Roland Boscary-Monsservin |       | RI     | Roland Boscary-Monsservin |       | RI             |
| 2e              | Robert Fabre              |       | Radsoc | Robert Fabre              |       | FGDS (Radical) |
| 3e              | Roger Julien              |       | MRP    | Louis-Alexis Delmas       |       | UD-Ve          |

## Bouches-du-Rhône

Députés élus des Bouches-du-Rhône par circonscription

| Circonscription | Député sortant          | Parti | Parti   | Député élu ou réélu | Parti | Parti       |
| --------------- | ----------------------- | ----- | ------- | ------------------- | ----- | ----------- |
| 1re             | Pierre Marquand-Gairard |       | UNR-UDT | Bastien Leccia      |       | FGDS (CIR)  |
| 2e              | Daniel Matalon          |       | SFIO    | Charles-Émile Loo   |       | FGDS (SFIO) |
| 3e              | Gaston Defferre         |       | SFIO    | Gaston Defferre     |       | FGDS (SFIO) |
| 4e              | François Billoux        |       | PCF     | François Billoux    |       | PCF         |
| 5e              | Pierre Doize            |       | PCF     | Pierre Doize        |       | PCF         |
| 6e              | Edmond Garcin           |       | PCF     | Edmond Garcin       |       | PCF         |
| 7e              | Paul Cermolacce         |       | PCF     | Paul Cermolacce     |       | PCF         |
| 8e              | Jean Masse              |       | SFIO    | Jean Masse          |       | FGDS (SFIO) |
| 9e              | Louis Philibert         |       | SFIO    | Louis Philibert     |       | FGDS (SFIO) |
| 10e             | René Rieubon            |       | PCF     | René Rieubon        |       | PCF         |
| 11e             | Charles Privat          |       | SFIO    | Charles Privat      |       | FGDS (SFIO) |

## Calvados

Députés élus du Calvados par circonscription

| Circonscription | Député sortant                             | Parti | Parti   | Député élu ou réélu | Parti | Parti |
| --------------- | ------------------------------------------ | ----- | ------- | ------------------- | ----- | ----- |
| 1re             | Henri-François Buot                        |       | UNR-UDT | Henri-François Buot |       | UD-Ve |
| 2e              | Robert Bisson                              |       | UNR-UDT | Robert Bisson       |       | UD-Ve |
| 3e              | André Plantain suppléant d'Edmond Duchesne |       | RI      | Michel d'Ornano     |       | RI    |
| 4e              | Raymond Triboulet                          |       | UNR-UDT | Raymond Triboulet   |       | UD-Ve |
| 5e              | André Halbout                              |       | UNR-UDT | Marcel Restout      |       | CD    |

## Cantal

Députés élus du Cantal par circonscription

| Circonscription | Député sortant   | Parti | Parti   | Député élu ou réélu | Parti | Parti |
| --------------- | ---------------- | ----- | ------- | ------------------- | ----- | ----- |
| 1re             | Augustin Chauvet |       | CR      | Augustin Chauvet    |       | UD-Ve |
| 2e              | Jean Sagette     |       | UNR-UDT | Georges Pompidou    |       | UD-Ve |

## Charente

Députés élus de la Charente par circonscription

| Circonscription | Député sortant  | Parti | Parti   | Député élu ou réélu | Parti | Parti          |
| --------------- | --------------- | ----- | ------- | ------------------- | ----- | -------------- |
| 1re             | Raymond Réthoré |       | UNR-UDT | Raymond Réthoré     |       | UD-Ve          |
| 2e              | Félix Gaillard  |       | Radsoc  | Félix Gaillard      |       | FGDS (Radical) |
| 3e              | Jean Valentin   |       | Modérés | Jean Valentin       |       | CD             |

## Charente-Maritime

Députés élus de la Charente-Maritime par circonscription

| Circonscription | Député sortant    | Parti | Parti   | Député élu ou réélu | Parti | Parti          |
| --------------- | ----------------- | ----- | ------- | ------------------- | ----- | -------------- |
| 1re             | André Salardaine  |       | UNR-UDT | André Salardaine    |       | UD-Ve          |
| 2e              | Albert Bignon     |       | UNR-UDT | Albert Bignon       |       | UD-Ve          |
| 3e              | André Brugerolle  |       | MRP     | André Brugerolle    |       | CD             |
| 4e              | Daniel Daviaud    |       | Rad     | Daniel Daviaud      |       | FGDS (Radical) |
| 5e              | Jean de Lipkowski |       | UNR-UDT | Jean de Lipkowski   |       | UD-Ve          |

## Cher

Députés élus du Cher par circonscription

| Circonscription | Député sortant    | Parti | Parti   | Député élu ou réélu | Parti | Parti |
| --------------- | ----------------- | ----- | ------- | ------------------- | ----- | ----- |
| 1re             | Raymond Boisdé    |       | RI      | Raymond Boisdé      |       | RI    |
| 2e              | Jean Boinvilliers |       | UNR-UDT | Jean Boinvilliers   |       | UD-Ve |
| 3e              | Ferdinand Roques  |       | UNR-UDT | Laurent Bilbeau     |       | PCF   |

## Corrèze

Députés élus de la Corrèze par circonscription

| Circonscription | Député sortant                              | Parti | Parti   | Député élu ou réélu | Parti | Parti       |
| --------------- | ------------------------------------------- | ----- | ------- | ------------------- | ----- | ----------- |
| 1re             | Jean Montalat                               |       | SFIO    | Jean Montalat       |       | FGDS (SFIO) |
| 2e              | Pierre Pouyade suppléant de Jean Charbonnel |       | UNR-UDT | Roland Dumas        |       | FGDS (CIR)  |
| 3e              | François Var                                |       | SFIO    | Jacques Chirac      |       | UD-Ve       |

## Corse

Députés élus de la Corse par circonscription

| Circonscription | Député sortant                             | Parti | Parti   | Député élu ou réélu      | Parti | Parti |
| --------------- | ------------------------------------------ | ----- | ------- | ------------------------ | ----- | ----- |
| 1re             | Jean Orabona suppléant de Antoine Sérafini |       | UNR-UDT | Jean Bozzi               |       | UD-Ve |
| 2e              | Jean Zuccarelli                            |       | Radsoc  | Jacques Faggianelli      |       | UD-Ve |
| 3e              | Jean-Paul de Rocca Serra                   |       | Radcent | Jean-Paul de Rocca Serra |       | UD-Ve |

## Côte-d'Or

Députés élus du Côte-d'Or par circonscription

| Circonscription | Député sortant  | Parti | Parti   | Député élu ou réélu | Parti | Parti          |
| --------------- | --------------- | ----- | ------- | ------------------- | ----- | -------------- |
| 1re             | Félix Kir       |       | CNIP    | Robert Poujade      |       | UD-Ve          |
| 2e              | Henry Berger    |       | UNR-UDT | Henry Berger        |       | UD-Ve          |
| 3e              | Albert Lalle    |       | RI      | Pierre Charles      |       | FGDS (Radical) |
| 4e              | Robert Morlevat |       | Radsoc  | Robert Morlevat     |       | FGDS (Radical) |

## Côtes-du-Nord

Députés élus des Côtes-du-Nord par circonscription

| Circonscription | Député sortant           | Parti | Parti   | Député élu ou réélu      | Parti | Parti      |
| --------------- | ------------------------ | ----- | ------- | ------------------------ | ----- | ---------- |
| 1re             | Robert Richet            |       | UNR-UDT | Yves Le Foll             |       | PSU        |
| 2e              | René Pleven              |       | MRP     | René Pleven              |       | CD         |
| 3e              | Marie-Madeleine Dienesch |       | MRP     | Marie-Madeleine Dienesch |       | app. UD-Ve |
| 4e              | Alain Le Guen            |       | MRP     | Édouard Ollivro          |       | CD         |
| 5e              | Pierre Bourdellès        |       | CR      | Pierre Bourdellès        |       | CD         |

## Creuse

Députés élus de la Creuse par circonscription

| Circonscription | Député sortant         | Parti | Parti | Député élu ou réélu    | Parti | Parti       |
| --------------- | ---------------------- | ----- | ----- | ---------------------- | ----- | ----------- |
| 1re             | Olivier de Pierrebourg |       | Rad   | Olivier de Pierrebourg |       | Rad         |
| 2e              | André Chandernagor     |       | SFIO  | André Chandernagor     |       | FGDS (SFIO) |

## Dordogne

Députés élus de la Dordogne par circonscription

| Circonscription | Député sortant | Parti | Parti   | Député élu ou réélu | Parti | Parti          |
| --------------- | -------------- | ----- | ------- | ------------------- | ----- | -------------- |
| 1re             | Yves Guéna     |       | UNR-UDT | Yves Guéna          |       | UD-Ve          |
| 2e              | Louis Pimont   |       | SFIO    | Louis Pimont        |       | FGDS (SFIO)    |
| 3e              | Georges Bonnet |       | Radsoc  | Georges Bonnet      |       | FGDS (Radical) |
| 4e              | Robert Lacoste |       | SFIO    | Robert Lacoste      |       | FGDS (SFIO)    |

## Doubs

Députés élus du Doubs par circonscription

| Circonscription | Député sortant  | Parti | Parti   | Député élu ou réélu | Parti | Parti       |
| --------------- | --------------- | ----- | ------- | ------------------- | ----- | ----------- |
| 1re             | Jacques Weinman |       | UNR-UDT | Jacques Weinman     |       | UD-Ve       |
| 2e              | Georges Becker  |       | UNR-UDT | André Boulloche     |       | FGDS (SFIO) |
| 3e              | Louis Maillot   |       | UNR-UDT | Edgar Faure         |       | UD-Ve       |

## Drôme

Députés élus de la Drôme par circonscription

| Circonscription | Député sortant       | Parti | Parti   | Député élu ou réélu  | Parti | Parti       |
| --------------- | -------------------- | ----- | ------- | -------------------- | ----- | ----------- |
| 1re             | Roger Ribadeau-Dumas |       | UNR-UDT | Roger Ribadeau-Dumas |       | UD-Ve       |
| 2e              | Maurice Pic          |       | SFIO    | Maurice Pic          |       | FGDS (SFIO) |
| 3e              | Pierre Didier        |       | UNR-UDT | Georges Fillioud     |       | FGDS (CIR)  |

## Eure

Députés élus de l'Eure par circonscription

| Circonscription | Député sortant  | Parti | Parti   | Député élu ou réélu | Parti | Parti |
| --------------- | --------------- | ----- | ------- | ------------------- | ----- | ----- |
| 1re             | Jean de Broglie |       | RI      | Jean de Broglie     |       | RI    |
| 2e              | Jean Lainé      |       | RI      | Jean Lainé          |       | RI    |
| 3e              | Rémy Montagne   |       | CD      | Rémy Montagne       |       | CD    |
| 4e              | René Tomasini   |       | UNR-UDT | René Tomasini       |       | UD-Ve |

## Eure-et-Loir

Députés élus d'Eure-et-Loir par circonscription

| Circonscription | Député sortant    | Parti | Parti   | Député élu ou réélu | Parti | Parti          |
| --------------- | ----------------- | ----- | ------- | ------------------- | ----- | -------------- |
| 1re             | Edmond Desouches  |       | Radsoc  | Edmond Desouches    |       | FGDS (Radical) |
| 2e              | Edmond Thorailler |       | UNR-UDT | Émile Vivier        |       | FGDS (SFIO)    |
| 3e              | Michel Hoguet     |       | UNR-UDT | Michel Hoguet       |       | UD-Ve          |

## Finistère

Députés élus du Finistère par circonscription

| Circonscription | Député sortant          | Parti | Parti | Député élu ou réélu   | Parti | Parti           |
| --------------- | ----------------------- | ----- | ----- | --------------------- | ----- | --------------- |
| 1re             | Roger Évrard            |       | UNR   | Edmond Michelet       |       | UD-Ve           |
| 2e              | Charles Le Goasguen     |       | UNR   | Georges Lombard       |       | CNIP            |
| 3e              | Gabriel de Poulpiquet   |       | UNR   | Gabriel de Poulpiquet |       | UD-Ve           |
| 4e              | François Tanguy-Prigent |       | PSU   | Roger Prat            |       | PSU (app. FGDS) |
| 5e              | Antoine Caill           |       | UNR   | Antoine Caill         |       | UD-Ve           |
| 6e              | Suzanne Ploux           |       | UNR   | Suzanne Ploux         |       | UD-Ve           |
| 7e              | Gabriel Miossec         |       | UNR   | Gabriel Miossec       |       | UD-Ve           |
| 8e              | Louis Orvoën            |       | MRP   | Louis Orvoën          |       | CD              |

## Gard

Députés élus du Gard par circonscription

| Circonscription | Député sortant                        | Parti | Parti   | Député élu ou réélu | Parti | Parti      |
| --------------- | ------------------------------------- | ----- | ------- | ------------------- | ----- | ---------- |
| 1re             | Paul Tondut suppléant de Pierre Gamel |       | UNR-UDT | Georges Dayan       |       | FGDS (CIR) |
| 2e              | Jean Poudevigne                       |       | CNIP    | Jean Poudevigne     |       | CNIP       |
| 3e              | Roger Roucaute                        |       | PCF     | Roger Roucaute      |       | PCF        |
| 4e              | Paul Béchard                          |       | SFIO    | Gilbert Millet      |       | PCF        |

## Haute-Garonne

Députés élus de la Haute-Garonne par circonscription

| Circonscription | Député sortant                           | Parti | Parti   | Député élu ou réélu | Parti | Parti          |
| --------------- | ---------------------------------------- | ----- | ------- | ------------------- | ----- | -------------- |
| 1re             | André Rey                                |       | SFIO    | André Rey           |       | FGDS (SFIO)    |
| 2e              | Pierre Baudis                            |       | RI      | André Rousselet     |       | FGDS (CIR)     |
| 3e              | Armand Ducap suppléant de Jacques Maziol |       | UNR-UDT | Georges Delpech     |       | FGDS (SFIO)    |
| 4e              | Jean Dardé suppléant d'Eugène Montel     |       | SFIO    | Jean Dardé          |       | FGDS (SFIO)    |
| 5e              | Fernand Couzinet                         |       | SFIO    | Jacques Douzans     |       | Modérés        |
| 6e              | Hippolyte Ducos                          |       | Radsoc  | Hippolyte Ducos     |       | FGDS (Radical) |

## Gers

Députés élus du Gers par circonscription

| Circonscription | Député sortant        | Parti | Parti | Député élu ou réélu   | Parti | Parti       |
| --------------- | --------------------- | ----- | ----- | --------------------- | ----- | ----------- |
| 1re             | Paul Vignaux          |       | SFIO  | Paul Vignaux          |       | FGDS (SFIO) |
| 2e              | Pierre de Montesquiou |       | CR    | Pierre de Montesquiou |       | CR          |

## Gironde

Députés élus de la Gironde par circonscription

| Circonscription | Député sortant                                    | Parti | Parti   | Député élu ou réélu   | Parti | Parti       |
| --------------- | ------------------------------------------------- | ----- | ------- | --------------------- | ----- | ----------- |
| 1re             | Arthur Richards                                   |       | UNR-UDT | Jean Valleix          |       | UD-Ve       |
| 2e              | Jacques Chaban-Delmas                             |       | UNR-UDT | Jacques Chaban-Delmas |       | UD-Ve       |
| 3e              | Jacques Lavigne                                   |       | UNR-UDT | Henri Deschamps       |       | FGDS (SFIO) |
| 4e              | René Cassagne                                     |       | SFIO    | René Cassagne         |       | FGDS (SFIO) |
| 5e              | Aymar Achille-Fould                               |       | CNIP    | Aymar Achille-Fould   |       | CD          |
| 6e              | Robert Brettes                                    |       | SFIO    | Robert Brettes        |       | FGDS (SFIO) |
| 7e              | Franck Cazenave                                   |       | CNIP    | Franck Cazenave       |       | CNIP        |
| 8e              | Robert Barrière suppléant de Jean Sourbet         |       | CNIP    | Pierre Lagorce        |       | FGDS (SFIO) |
| 9e              | Jacques Boyer-Andrivet suppléant de Robert Boulin |       | RI      | Robert Boulin         |       | UD-Ve       |
| 10e             | Gérard Deliaune                                   |       | UNR-UDT | Jacques Maugein       |       | FGDS (CIR)  |

## Hérault

Députés élus de l'Hérault par circonscription

| Circonscription | Député sortant    | Parti | Parti  | Député élu ou réélu | Parti | Parti          |
| --------------- | ----------------- | ----- | ------ | ------------------- | ----- | -------------- |
| 1re             | Étienne Ponseillé |       | Radsoc | Étienne Ponseillé   |       | FGDS (Radical) |
| 2e              | Paul Coste-Floret |       | MRP    | Gilbert Sénès       |       | FGDS (SFIO)    |
| 3e              | Jules Moch        |       | SFIO   | Pierre Arraut       |       | PCF            |
| 4e              | Paul Balmigère    |       | PCF    | Paul Balmigère      |       | PCF            |
| 5e              | Raoul Bayou       |       | SFIO   | Raoul Bayou         |       | FGDS (SFIO)    |

## Ille-et-Vilaine

Députés élus d'Ille-et-Vilaine par circonscription

| Circonscription | Député sortant      | Parti | Parti   | Député élu ou réélu | Parti | Parti |
| --------------- | ------------------- | ----- | ------- | ------------------- | ----- | ----- |
| 1re             | Henri Fréville      |       | MRP     | Henri Fréville      |       | CD    |
| 2e              | François Le Douarec |       | UNR-UDT | François Le Douarec |       | UD-Ve |
| 3e              | Alexis Méhaignerie  |       | MRP     | Alexis Méhaignerie  |       | CD    |
| 4e              | Isidore Renouard    |       | RI      | Isidore Renouard    |       | RI    |
| 5e              | Jean Le Lann        |       | MRP     | Michel Cointat      |       | UD-Ve |
| 6e              | Yvon Bourges        |       | UNR-UDT | Yvon Bourges        |       | UD-Ve |

## Indre

Députés élus de l'Indre par circonscription

| Circonscription | Député sortant        | Parti | Parti   | Député élu ou réélu   | Parti | Parti |
| --------------- | --------------------- | ----- | ------- | --------------------- | ----- | ----- |
| 1re             | Louis Deschizeaux     |       | SFIO    | François Gerbaud      |       | UD-Ve |
| 2e              | Jean Toury            |       | UNR-UDT | Marcel Lemoine        |       | PCF   |
| 3e              | Jean Bénard-Mousseaux |       | CNIP    | Jean Bénard-Mousseaux |       | CNIP  |

## Indre-et-Loire

Députés élus d'Indre-et-Loire par circonscription

| Circonscription | Député sortant       | Parti | Parti        | Député élu ou réélu  | Parti | Parti          |
| --------------- | -------------------- | ----- | ------------ | -------------------- | ----- | -------------- |
| 1re             | Jean Royer           |       | app. UNR-UDT | Jean Royer           |       | app. UD-Ve     |
| 2e              | Pierre Lepage        |       | UNR-UDT      | Pierre Lepage        |       | UD-Ve          |
| 3e              | Fernand Berthouin    |       | Radsoc       | Fernand Berthouin    |       | FGDS (Radical) |
| 4e              | André-Georges Voisin |       | UNR-UDT      | André-Georges Voisin |       | UD-Ve          |

## Isère

Députés élus de l'Isère par circonscription

| Circonscription | Député sortant                                    | Parti | Parti   | Député élu ou réélu  | Parti | Parti       |
| --------------- | ------------------------------------------------- | ----- | ------- | -------------------- | ----- | ----------- |
| 1re             | Aimé Paquet                                       |       | RI      | Aimé Paquet          |       | RI          |
| 2e              | Jean Vanier                                       |       | UNR-UDT | Pierre Mendès France |       | PSU         |
| 3e              | André Gauthier                                    |       | Radsoc  | Louis Maisonnat      |       | PCF         |
| 4e              | Alban Fagot                                       |       | UNR-UDT | Raymond Tézier       |       | FGDS (SFIO) |
| 5e              | Noël Chapuis                                      |       | Modérés | Louis Mermaz         |       | FGDS (CIR)  |
| 6e              | Jean Bernard                                      |       | MRP     | Roger Coste          |       | PCF         |
| 7e              | Maurice Cattin-Bazin suppléant de François Perrin |       | RI      | Maurice Cattin-Bazin |       | RI          |

## Jura

Députés élus du Jura par circonscription

| Circonscription | Député sortant  | Parti | Parti  | Député élu ou réélu | Parti | Parti |
| --------------- | --------------- | ----- | ------ | ------------------- | ----- | ----- |
| 1re             | Louis Jaillon   |       | MRP    | René Feït           |       | RI    |
| 2e              | Jacques Duhamel |       | Radsoc | Jacques Duhamel     |       | CD    |

## Landes

Députés élus des Landes par circonscription

| Circonscription | Député sortant                                  | Parti | Parti | Député élu ou réélu    | Parti | Parti       |
| --------------- | ----------------------------------------------- | ----- | ----- | ---------------------- | ----- | ----------- |
| 1re             | Charles Lamarque-Cando                          |       | SFIO  | Charles Lamarque-Cando |       | FGDS (SFIO) |
| 2e              | Fernand Secheer suppléant de Camille Dussarthou |       | SFIO  | Henri Lavielle         |       | FGDS (SFIO) |
| 3e              | Jean-Marie Commenay                             |       | MRP   | Jean-Marie Commenay    |       | CD          |

## Loir-et-Cher

Députés élus de Loir-et-Cher par circonscription

| Circonscription | Député sortant | Parti | Parti   | Député élu ou réélu | Parti | Parti       |
| --------------- | -------------- | ----- | ------- | ------------------- | ----- | ----------- |
| 1re             | Roger Goemaere |       | UNR-UDT | Pierre Sudreau      |       | CD          |
| 2e              | Kléber Loustau |       | SFIO    | Kléber Loustau      |       | FGDS (SFIO) |
| 3e              | Gérard Yvon    |       | SFIO    | Gérard Yvon         |       | FGDS (SFIO) |

## Loire

Députés élus de la Loire par circonscription

| Circonscription | Député sortant                                       | Parti | Parti   | Député élu ou réélu   | Parti | Parti |
| --------------- | ---------------------------------------------------- | ----- | ------- | --------------------- | ----- | ----- |
| 1re             | Bernard Muller suppléant d'Alexandre de Fraissinette |       | Radsoc  | Michel Durafour       |       | CR    |
| 2e              | Lucien Neuwirth                                      |       | UNR-UDT | Lucien Neuwirth       |       | UD-Ve |
| 3e              | André Chazalon                                       |       | MRP     | André Chazalon        |       | CD    |
| 4e              | Théo Vial-Massat                                     |       | PCF     | Eugène Claudius-Petit |       | CD    |
| 5e              | Paul Pillet                                          |       | CD      | Alain Terrenoire      |       | UD-Ve |
| 6e              | Paul Rivière                                         |       | UNR-UDT | Paul Rivière          |       | UD-Ve |
| 7e              | Michel Jacquet                                       |       | CNIP    | Michel Jacquet        |       | CNIP  |

## Haute-Loire

Députés élus de la Haute-Loirepar circonscription

| Circonscription | Député sortant                         | Parti | Parti   | Député élu ou réélu | Parti | Parti       |
| --------------- | -------------------------------------- | ----- | ------- | ------------------- | ----- | ----------- |
| 1re             | Jean Prunayre suppléant de Noël Barrot |       | MRP     | Jacques Barrot      |       | CD          |
| 2e              | Marcel Raffier                         |       | UNR-UDT | René Chazelle       |       | FGDS (SFIO) |

## Loire-Atlantique

Députés élus de la Loire-Atlantique par circonscription

| Circonscription | Député sortant                                    | Parti | Parti   | Député élu ou réélu             | Parti | Parti       |
| --------------- | ------------------------------------------------- | ----- | ------- | ------------------------------- | ----- | ----------- |
| 1re             | Henry Rey                                         |       | UNR-UDT | Henry Rey                       |       | UD-Ve       |
| 2e              | Albert Dassié                                     |       | UNR-UDT | Christian Chauvel               |       | FGDS (SFIO) |
| 3e              | Benoît Macquet                                    |       | UNR-UDT | Benoît Macquet                  |       | UD-Ve       |
| 4e              | Louis Douineau suppléant de Olivier de Sesmaisons |       | RI      | Joseph-Henri Maujoüan du Gasset |       | RI          |
| 5e              | Xavier Hunault                                    |       | UNR-UDT | Xavier Hunault                  |       | UD-Ve       |
| 6e              | François Blancho                                  |       | SFIO    | Georges Carpentier              |       | FGDS (SFIO) |
| 7e              | Pierre Litoux                                     |       | UNR-UDT | Olivier Guichard                |       | UD-Ve       |
| 8e              | Lucien Richard                                    |       | UNR-UDT | Lucien Richard                  |       | UD-Ve       |

## Loiret

Députés élus du Loiret par circonscription

| Circonscription | Député sortant  | Parti | Parti   | Député élu ou réélu | Parti | Parti |
| --------------- | --------------- | ----- | ------- | ------------------- | ----- | ----- |
| 1re             | Henri Duvillard |       | UNR-UDT | Henri Duvillard     |       | UD-Ve |
| 2e              | Louis Sallé     |       | UNR-UDT | Louis Sallé         |       | UD-Ve |
| 3e              | Pierre Charié   |       | UNR-UDT | Pierre Charié       |       | UD-Ve |
| 4e              | Xavier Deniau   |       | UNR-UDT | Xavier Deniau       |       | UD-Ve |

## Lot

Députés élus du Lot par circonscription

| Circonscription | Député sortant       | Parti | Parti  | Député élu ou réélu | Parti | Parti          |
| --------------- | -------------------- | ----- | ------ | ------------------- | ----- | -------------- |
| 1re             | Maurice Faure        |       | Radsoc | Maurice Faure       |       | FGDS (Radical) |
| 2e              | Georges Juskiewenski |       | Radsoc | Bernard Pons        |       | UD-Ve          |

## Lot-et-Garonne

Députés élus de Lot-et-Garonne par circonscription

| Circonscription | Député sortant                                 | Parti | Parti   | Député élu ou réélu | Parti | Parti          |
| --------------- | ---------------------------------------------- | ----- | ------- | ------------------- | ----- | -------------- |
| 1re             | Jean Deltimple suppléant de Gabriel Lapeyrusse |       | UNR-UDT | Jacques Bordeneuve  |       | FGDS (Radical) |
| 2e              | Hubert Ruffe                                   |       | PCF     | Hubert Ruffe        |       | PCF            |
| 3e              | Édouard Schloesing                             |       | Radsoc  | Édouard Schloesing  |       | FGDS (Radical) |

## Lozère

Députés élus de la Lozère par circonscription

| Circonscription | Député sortant                                 | Parti | Parti  | Député élu ou réélu | Parti | Parti |
| --------------- | ---------------------------------------------- | ----- | ------ | ------------------- | ----- | ----- |
| 1re             | Pierre Couderc                                 |       | CNIP   | Pierre Couderc      |       | RI    |
| 2e              | Victor Gouton suppléant de Charles de Chambrun |       | Divers | Charles de Chambrun |       | UD-Ve |

## Maine-et-Loire

Députés élus de Maine-et-Loire par circonscription

| Circonscription | Député sortant                               | Parti | Parti   | Député élu ou réélu           | Parti | Parti |
| --------------- | -------------------------------------------- | ----- | ------- | ----------------------------- | ----- | ----- |
| 1re             | Paul Cherbonneau suppléant de Jacques Millot |       | UNR-UDT | Edgard Pisani                 |       | UD-Ve |
| 2e              | Jean Chalopin suppléant de Jean Foyer        |       | UNR-UDT | Jean Foyer                    |       | UD-Ve |
| 3e              | Philippe Rivain                              |       | UNR-UDT | Philippe Rivain               |       | UD-Ve |
| 4e              | Robert Hauret                                |       | UNR-UDT | Robert Hauret                 |       | UD-Ve |
| 5e              | René Le Bault de La Morinière                |       | UNR-UDT | René Le Bault de La Morinière |       | UD-Ve |
| 6e              | René la Combe                                |       | UNR-UDT | René la Combe                 |       | UD-Ve |

## Manche

Députés élus de la Manche par circonscription

| Circonscription | Député sortant    | Parti | Parti   | Député élu ou réélu | Parti | Parti |
| --------------- | ----------------- | ----- | ------- | ------------------- | ----- | ----- |
| 1re             | Constant Lepourry |       | UNR-UDT | Raymond Guilbert    |       | UD-Ve |
| 2e              | Émile Bizet       |       | UNR-UDT | Émile Bizet         |       | UD-Ve |
| 3e              | Henri Baudouin    |       | UNR-UDT | Henri Baudouin      |       | UD-Ve |
| 4e              | Pierre Godefroy   |       | UNR-UDT | Pierre Godefroy     |       | UD-Ve |
| 5e              | Jacques Hébert    |       | UNR-UDT | Jacques Hébert      |       | UD-Ve |

## Marne

Députés élus de la Marne par circonscription

| Circonscription | Député sortant   | Parti | Parti   | Député élu ou réélu | Parti | Parti |
| --------------- | ---------------- | ----- | ------- | ------------------- | ----- | ----- |
| 1re             | Jean Taittinger  |       | UNR-UDT | Jean Taittinger     |       | UD-Ve |
| 2e              | Roger Raulet     |       | UNR-UDT | Jean Falala         |       | UD-Ve |
| 3e              | Jean Degraeve    |       | UNR-UDT | Jean Degraeve       |       | UD-Ve |
| 4e              | René Charpentier |       | MRP     | Robert Morillon     |       | PCF   |

## Haute-Marne

Députés élus de la Haute-Marne par circonscription

| Circonscription | Député sortant   | Parti | Parti   | Député élu ou réélu | Parti | Parti |
| --------------- | ---------------- | ----- | ------- | ------------------- | ----- | ----- |
| 1re             | Gabriel Bourgund |       | UNR-UDT | Jean Favre          |       | UD-Ve |
| 2e              | Jacques Delong   |       | UNR-UDT | Jacques Delong      |       | UD-Ve |

## Mayenne

Députés élus de la Mayenne par circonscription

| Circonscription | Député sortant | Parti | Parti | Député élu ou réélu | Parti | Parti |
| --------------- | -------------- | ----- | ----- | ------------------- | ----- | ----- |
| 1re             | André Davoust  |       | MRP   | Pierre Buron        |       | UD-Ve |
| 2e              | Louis Fourmond |       | MRP   | Louis Fourmond      |       | CD    |
| 3e              | Bertrand Denis |       | RI    | Bertrand Denis      |       | RI    |

## Meurthe-et-Moselle

Députés élus de Meurthe-et-Moselle par circonscription

| Circonscription | Député sortant  | Parti | Parti   | Député élu ou réélu | Parti | Parti |
| --------------- | --------------- | ----- | ------- | ------------------- | ----- | ----- |
| 1re             | Roger Souchal   |       | UNR-UDT | Christian Fouchet   |       | UD-Ve |
| 2e              | William Jacson  |       | UNR-UDT | William Jacson      |       | UD-Ve |
| 3e              | Pierre Weber    |       | RI      | Pierre Weber        |       | RI    |
| 4e              | Pierre Dalainzy |       | RI      | Jean Bichat         |       | RI    |
| 5e              | André Picquot   |       | RI      | André Picquot       |       | RI    |
| 6e              | Hubert Martin   |       | RI      | Jean Bertrand       |       | PCF   |
| 7e              | Joseph Nou      |       | UNR-UDT | Jacques Trorial     |       | UD-Ve |

## Meuse

Députés élus de la Meuse par circonscription

| Circonscription | Député sortant   | Parti | Parti | Député élu ou réélu | Parti | Parti |
| --------------- | ---------------- | ----- | ----- | ------------------- | ----- | ----- |
| 1re             | Louis Jacquinot  |       | RI    | Louis Jacquinot     |       | RI    |
| 2e              | André Beauguitte |       | RI    | André Beauguitte    |       | RI    |

## Morbihan

Députés élus du Morbihan par circonscription

| Circonscription | Député sortant                               | Parti | Parti   | Député élu ou réélu | Parti | Parti       |
| --------------- | -------------------------------------------- | ----- | ------- | ------------------- | ----- | ----------- |
| 1re             | Léonce Franco suppléant de Raymond Marcellin |       | CNIP    | Raymond Marcellin   |       | RI          |
| 2e              | Christian Bonnet                             |       | MRP     | Christian Bonnet    |       | RI          |
| 3e              | Hervé Laudrin                                |       | UNR-UDT | Hervé Laudrin       |       | UD-Ve       |
| 4e              | Yves du Halgouët                             |       | Modérés | Yves du Halgouët    |       | RI          |
| 5e              | Maurice Bardet                               |       | UNR-UDT | Yves Allainmat      |       | FGDS (SFIO) |
| 6e              | Paul Ihuel                                   |       | MRP     | Paul Ihuel          |       | CD          |

## Moselle

Députés élus de la Moselle par circonscription

| Circonscription | Député sortant       | Parti | Parti   | Député élu ou réélu | Parti | Parti   |
| --------------- | -------------------- | ----- | ------- | ------------------- | ----- | ------- |
| 1re             | Raymond Mondon       |       | RI      | Raymond Mondon      |       | RI      |
| 2e              | Joseph Schaff        |       | MRP     | Joseph Schaff       |       | CD      |
| 3e              | Jean-Louis Gasparini |       | UNR-UDT | César Depietri      |       | PCF     |
| 4e              | Maurice Schnebelen   |       | RI      | Maurice Schnebelen  |       | RI      |
| 5e              | Julien Schvartz      |       | UNR-UDT | Julien Schvartz     |       | UD-Ve   |
| 6e              | Jean Coumaros        |       | UNR-UDT | Jean Coumaros       |       | UD-Ve   |
| 7e              | Étienne Hinsberger   |       | UNR-UDT | Étienne Hinsberger  |       | UD-Ve   |
| 8e              | Henri Karcher        |       | UNR-UDT | Georges Thomas      |       | Modérés |

## Nièvre

Députés élus de la Nièvre par circonscription

| Circonscription | Député sortant      | Parti | Parti   | Député élu ou réélu | Parti | Parti       |
| --------------- | ------------------- | ----- | ------- | ------------------- | ----- | ----------- |
| 1re             | Marius Durbet       |       | UNR-UDT | Daniel Benoist      |       | FGDS (SFIO) |
| 2e              | Robert Hostier      |       | PCF     | Robert Hostier      |       | PCF         |
| 3e              | François Mitterrand |       | UDSR    | François Mitterrand |       | FGDS (CIR)  |

## Nord

Députés élus du Nord par circonscription

| Circonscription | Député sortant    | Parti | Parti   | Député élu ou réélu | Parti | Parti       |
| --------------- | ----------------- | ----- | ------- | ------------------- | ----- | ----------- |
| 1re             | Louis Christiaens |       | UNR-UDT | Louis Christiaens   |       | UD-Ve       |
| 2e              | Henri Duterne     |       | UNR-UDT | Henri Duterne       |       | UD-Ve       |
| 3e              | Liévin Danel      |       | UNR-UDT | Liévin Danel        |       | UD-Ve       |
| 4e              | Arthur Cornette   |       | SFIO    | Arthur Cornette     |       | FGDS (SFIO) |
| 5e              | Arthur Notebart   |       | SFIO    | Arthur Notebart     |       | FGDS (SFIO) |
| 6e              | Marceau Laurent   |       | SFIO    | Marceau Laurent     |       | FGDS (SFIO) |
| 7e              | Joseph Frys       |       | UNR-UDT | Joseph Frys         |       | UD-Ve       |
| 8e              | Pierre Herman     |       | UNR-UDT | Jean Delvainquière  |       | FGDS (SFIO) |
| 9e              | René Lecocq       |       | UNR-UDT | Henri Blary         |       | UD-Ve       |
| 10e             | Maurice Schumann  |       | MRP     | Maurice Schumann    |       | UD-Ve       |
| 11e             | Albert Denvers    |       | SFIO    | Albert Denvers      |       | FGDS (SFIO) |
| 12e             | Jules Houcke      |       | UNR-UDT | Maurice Cornette    |       | UD-Ve       |
| 13e             | Auguste Damette   |       | UNR-UDT | Auguste Damette     |       | UD-Ve       |
| 14e             | Henri Martel      |       | PCF     | Émile Roger         |       | PCF         |
| 15e             | Arthur Ramette    |       | PCF     | Arthur Ramette      |       | PCF         |
| 16e             | Raymond Gernez    |       | SFIO    | Raymond Gernez      |       | FGDS (SFIO) |
| 17e             | Narcisse Pavot    |       | SFIO    | Paul Leloir         |       | PCF         |
| 18e             | Georges Bustin    |       | PCF     | Georges Bustin      |       | PCF         |
| 19e             | Arthur Musmeaux   |       | PCF     | Arthur Musmeaux     |       | PCF         |
| 20e             | Henri Fiévez      |       | PCF     | Henri Fiévez        |       | PCF         |
| 21e             | Arthur Moulin     |       | UNR-UDT | Charles Naveau      |       | FGDS (SFIO) |
| 22e             | Pierre Forest     |       | SFIO    | Pierre Forest       |       | FGDS (SFIO) |
| 23e             | Paul Bécue        |       | UNR-UDT | Didier Eloy         |       | PCF         |

## Oise

Députés élus de l'Oise par circonscription

| Circonscription | Député sortant  | Parti | Parti   | Député élu ou réélu | Parti | Parti          |
| --------------- | --------------- | ----- | ------- | ------------------- | ----- | -------------- |
| 1re             | Marcel Dassault |       | UNR-UDT | Marcel Dassault     |       | UD-Ve          |
| 2e              | Edmond Nessler  |       | UNR-UDT | Edmond Nessler      |       | UD-Ve          |
| 3e              | Robert Hersant  |       | Radsoc  | Robert Hersant      |       | FGDS (Radical) |
| 4e              | René Quentier   |       | UNR-UDT | René Quentier       |       | UD-Ve          |
| 5e              | François Bénard |       | UNR-UDT | François Bénard     |       | UD-Ve          |

## Orne

Députés élus de l'Orne par circonscription

| Circonscription | Député sortant   | Parti | Parti   | Député élu ou réélu | Parti | Parti |
| --------------- | ---------------- | ----- | ------- | ------------------- | ----- | ----- |
| 1re             | Louis Terrenoire |       | UNR-UDT | Louis Terrenoire    |       | UD-Ve |
| 2e              | Ernest Voyer     |       | UNR-UDT | Roland Boudet       |       | CD    |
| 3e              | Émile Halbout    |       | MRP     | Émile Halbout       |       | CD    |

## Pas-de-Calais

Députés élus du Pas-de-Calais par circonscription

| Circonscription | Député sortant                              | Parti | Parti   | Député élu ou réélu | Parti | Parti       |
| --------------- | ------------------------------------------- | ----- | ------- | ------------------- | ----- | ----------- |
| 1re             | Guy Mollet                                  |       | SFIO    | Guy Mollet          |       | FGDS (SFIO) |
| 2e              | Henri Duflot                                |       | UNR-UDT | Henri Guidet        |       | FGDS (SFIO) |
| 3e              | Maurice Delory                              |       | UNR-UDT | André Mancey        |       | PCF         |
| 4e              | Marcel Béraud                               |       | UNR-UDT | Marcel Béraud       |       | UD-Ve       |
| 5e              | Jeannil Dumortier                           |       | SFIO    | Jeannil Dumortier   |       | FGDS (SFIO) |
| 6e              | Henri Collette                              |       | UNR-UDT | Louis Le Sénéchal   |       | FGDS (SFIO) |
| 7e              | Jacques Vendroux                            |       | UNR-UDT | Jacques Vendroux    |       | UD-Ve       |
| 8e              | Benjamin Catry                              |       | UNR-UDT | Bernard Chochoy     |       | FGDS (SFIO) |
| 9e              | Édouard Carlier                             |       | PCF     | Édouard Carlier     |       | PCF         |
| 10e             | Raymond Derancy                             |       | SFIO    | Maurice Andrieux    |       | PCF         |
| 11e             | Jeannette Prin                              |       | PCF     | Jeannette Prin      |       | PCF         |
| 12e             | Henri Darras                                |       | SFIO    | Henri Darras        |       | FGDS (SFIO) |
| 13e             | Lucien Harmant suppléant d'Ernest Schaffner |       | SFIO    | André Delelis       |       | FGDS (SFIO) |
| 14e             | Fernand Darchicourt                         |       | SFIO    | Fernand Darchicourt |       | FGDS (SFIO) |

## Puy-de-Dôme

Députés élus du Puy-de-Dôme par circonscription

| Circonscription | Député sortant                                 | Parti | Parti   | Député élu ou réélu      | Parti | Parti       |
| --------------- | ---------------------------------------------- | ----- | ------- | ------------------------ | ----- | ----------- |
| 1re             | Arsène Boulay suppléant d'Ambroise Brugière    |       | SFIO    | Arsène Boulay            |       | FGDS (SFIO) |
| 2e              | Guy Fric suppléant de Valéry Giscard d'Estaing |       | UNR-UDT | Valéry Giscard d'Estaing |       | RI          |
| 3e              | Joseph Planeix                                 |       | SFIO    | Joseph Planeix           |       | FGDS (SFIO) |
| 4e              | Fernand Sauzedde                               |       | SFIO    | Fernand Sauzedde         |       | FGDS (SFIO) |
| 5e              | Eugène Fourvel                                 |       | PCF     | Michel Duval             |       | RI          |

## Basses-Pyrénées

Députés élus des Basses-Pyrénées par circonscription

| Circonscription | Député sortant    | Parti | Parti  | Député élu ou réélu | Parti | Parti          |
| --------------- | ----------------- | ----- | ------ | ------------------- | ----- | -------------- |
| 1re             | Pierre Sallenave  |       | CNIP   | André Labarrère     |       | FGDS (CIR)     |
| 2e              | Guy Ébrard        |       | Radsoc | Guy Ébrard          |       | FGDS (Radical) |
| 3e              | Michel Labéguerie |       | MRP    | Michel Inchauspé    |       | UD-Ve          |
| 4e              | Henri Grenet      |       | Rad    | Bernard Marie       |       | UD-Ve          |

## Hautes-Pyrénées

Députés élus des Hautes-Pyrénées par circonscription

| Circonscription | Député sortant | Parti | Parti   | Député élu ou réélu | Parti | Parti          |
| --------------- | -------------- | ----- | ------- | ------------------- | ----- | -------------- |
| 1re             | René Billères  |       | Radsoc  | René Billères       |       | FGDS (Radical) |
| 2e              | Paul Thillard  |       | UNR-UDT | André Guerlin       |       | FGDS (SFIO)    |

## Pyrénées-Orientales

Députés élus des Pyrénées-Orientales par circonscription

| Circonscription | Député sortant | Parti | Parti | Député élu ou réélu | Parti | Parti       |
| --------------- | -------------- | ----- | ----- | ------------------- | ----- | ----------- |
| 1re             | Paul Alduy     |       | SFIO  | Paul Alduy          |       | FGDS (SFIO) |
| 2e              | André Tourné   |       | PCF   | André Tourné        |       | PCF         |

## Bas-Rhin

Députés élus du Bas-Rhin par circonscription

| Circonscription | Député sortant                        | Parti | Parti   | Député élu ou réélu   | Parti | Parti |
| --------------- | ------------------------------------- | ----- | ------- | --------------------- | ----- | ----- |
| 1re             | René Radius                           |       | UNR-UDT | René Radius           |       | UD-Ve |
| 2e              | Ernest Rickert suppléant d'André Bord |       | UNR-UDT | André Bord            |       | UD-Ve |
| 3e              | Georges Ritter                        |       | UNR-UDT | Georges Ritter        |       | UD-Ve |
| 4e              | Albert Ehm                            |       | UNR-UDT | Albert Ehm            |       | UD-Ve |
| 5e              | Gérard Lehn suppléant de Henri Meck   |       | MRP     | Gérard Lehn           |       | UD-Ve |
| 6e              | Alfred Westphal                       |       | UNR-UDT | Alfred Westphal       |       | UD-Ve |
| 7e              | François Grussenmeyer                 |       | UNR-UDT | François Grussenmeyer |       | UD-Ve |
| 8e              | Pierre Pflimlin                       |       | MRP     | Germain Sprauer       |       | UD-Ve |

## Haut-Rhin

Députés élus du Haut-Rhin par circonscription

| Circonscription | Député sortant     | Parti | Parti   | Député élu ou réélu | Parti | Parti |
| --------------- | ------------------ | ----- | ------- | ------------------- | ----- | ----- |
| 1re             | Edmond Borocco     |       | UNR-UDT | Edmond Borocco      |       | UD-Ve |
| 2e              | Georges Bourgeois  |       | UNR-UDT | Georges Bourgeois   |       | UD-Ve |
| 3e              | Joseph Perrin      |       | UNR-UDT | Alphonse Jenn       |       | UD-Ve |
| 4e              | Raymond Zimmermann |       | UNR-UDT | Raymond Zimmermann  |       | UD-Ve |
| 5e              | Charles Kroepflé   |       | UNR-UDT | Raymond Scholer     |       | UD-Ve |

## Rhône

Députés élus du Rhône par circonscription

| Circonscription | Député sortant                                    | Parti | Parti   | Député élu ou réélu   | Parti | Parti          |
| --------------- | ------------------------------------------------- | ----- | ------- | --------------------- | ----- | -------------- |
| 1re             | René Caille                                       |       | UNR-UDT | René Caille           |       | UD-Ve          |
| 2e              | Henri Guillermin                                  |       | UNR-UDT | Henri Guillermin      |       | UD-Ve          |
| 3e              | Édouard Charret                                   |       | UNR-UDT | Édouard Charret       |       | UD-Ve          |
| 4e              | Pierre-Bernard Cousté suppléant de Maurice Herzog |       | UNR-UDT | Louis Joxe            |       | UD-Ve          |
| 5e              | Henri Gorce-Franklin                              |       | UNR-UDT | Pierre-Bernard Cousté |       | UD-Ve          |
| 6e              | Marcel Houël                                      |       | PCF     | Marcel Houël          |       | PCF            |
| 7e              | Philippe Danilo                                   |       | UNR-UDT | Philippe Danilo       |       | UD-Ve          |
| 8e              | Joseph Charvet                                    |       | CNIP    | Pierre Morison        |       | RI             |
| 9e              | Joseph Rivière                                    |       | MRP     | Georges Vinson        |       | FGDS (CIR)     |
| 10e             | Charles Germain                                   |       | Modérés | Joseph Rosselli       |       | FGDS (Radical) |

## Haute-Saône

Députés élus de la Haute-Saône par circonscription

| Circonscription | Député sortant | Parti | Parti   | Député élu ou réélu | Parti | Parti          |
| --------------- | -------------- | ----- | ------- | ------------------- | ----- | -------------- |
| 1re             | Pierre Vitter  |       | RI      | Pierre Vitter       |       | RI             |
| 2e              | Alfred Clerget |       | UNR-UDT | Jacques Maroselli   |       | FGDS (Radical) |

## Saône-et-Loire

Députés élus de Saône-et-Loire par circonscription

| Circonscription | Député sortant    | Parti | Parti   | Député élu ou réélu | Parti | Parti          |
| --------------- | ----------------- | ----- | ------- | ------------------- | ----- | -------------- |
| 1re             | Louis Escande     |       | SFIO    | Louis Escande       |       | FGDS (SFIO)    |
| 2e              | Paul Duraffour    |       | Radsoc  | Paul Duraffour      |       | FGDS (Radical) |
| 3e              | Gabriel Bouthière |       | Radsoc  | Gabriel Bouthière   |       | FGDS (Radical) |
| 4e              | André Jarrot      |       | UNR-UDT | André Jarrot        |       | UD-Ve          |
| 5e              | André Moynet      |       | RI      | Roger Lagrange      |       | FGDS (SFIO)    |

## Sarthe

Députés élus de la Sarthe par circonscription

| Circonscription | Député sortant      | Parti | Parti   | Député élu ou réélu | Parti | Parti      |
| --------------- | ------------------- | ----- | ------- | ------------------- | ----- | ---------- |
| 1re             | Jean-Yves Chapalain |       | UNR-UDT | Jean-Yves Chapalain |       | UD-Ve      |
| 2e              | Robert Manceau      |       | PCF     | Robert Manceau      |       | PCF        |
| 3e              | Albert Fouet        |       | Radsoc  | Albert Fouet        |       | FGDS (CIR) |
| 4e              | Joël Le Theule      |       | UNR-UDT | Joël Le Theule      |       | UD-Ve      |
| 5e              | Michel d'Aillières  |       | CNIP    | Michel d'Aillières  |       | RI         |

## Savoie

Députés élus de la Savoie par circonscription

| Circonscription | Député sortant                             | Parti | Parti   | Député élu ou réélu | Parti | Parti |
| --------------- | ------------------------------------------ | ----- | ------- | ------------------- | ----- | ----- |
| 1re             | Jean Delachenal                            |       | RI      | Jean Delachenal     |       | RI    |
| 2e              | Joseph Fontanet                            |       | MRP     | Joseph Fontanet     |       | CD    |
| 3e              | Florimond Girard suppléant de Pierre Dumas |       | UNR-UDT | Pierre Dumas        |       | UD-Ve |

## Haute-Savoie

Députés élus de la Haute-Savoie par circonscription

| Circonscription | Député sortant                            | Parti | Parti | Député élu ou réélu | Parti | Parti |
| --------------- | ----------------------------------------- | ----- | ----- | ------------------- | ----- | ----- |
| 1re             | Charles Bosson                            |       | MRP   | Charles Bosson      |       | CD    |
| 2e              | Georges Pianta                            |       | RI    | Georges Pianta      |       | RI    |
| 3e              | Roch Meynier suppléant de Joseph Philippe |       | MRP   | Maurice Herzog      |       | UD-Ve |

## Paris

Députés élus de Paris par circonscription

| Circonscription                                 | Député sortant                                       | Parti | Parti   | Député élu ou réélu     | Parti | Parti      |
| ----------------------------------------------- | ---------------------------------------------------- | ----- | ------- | ----------------------- | ----- | ---------- |
| 1re                                             | Pierre-Charles Krieg                                 |       | UNR-UDT | Pierre-Charles Krieg    |       | UD-Ve      |
| 2e                                              | Amédée Brousset suppléant de Jean Sainteny*          |       | UNR-UDT | Jacques Dominati        |       | RI         |
| 3e                                              | René Capitant                                        |       | UNR-UDT | René Capitant           |       | UD-Ve      |
| 4e                                              | Pierre Bas                                           |       | UNR-UDT | Pierre Bas              |       | UD-Ve      |
| 5e                                              | Jacques Mer                                          |       | UNR-UDT | Édouard Frédéric-Dupont |       | CD         |
| 6e                                              | Bernard Dupérier                                     |       | UNR-UDT | Raymond Bousquet        |       | UD-Ve      |
| 7e                                              | Gabriel Kaspereit                                    |       | UNR-UDT | Gabriel Kaspereit       |       | UD-Ve      |
| 8e                                              | Jean-Charles Lepidi                                  |       | UNR-UDT | Jean-Charles Lepidi     |       | UD-Ve      |
| 9e                                              | André Fanton                                         |       | UNR-UDT | André Fanton            |       | UD-Ve      |
| 10e                                             | Jacques Malleville                                   |       | UNR-UDT | Jacques Chambaz         |       | PCF        |
| 11e                                             | Jean-Claude Servan-Schreiber suppléant de Roger Frey |       | UNR-UDT | Roger Frey              |       | UD-Ve      |
| 12e                                             | Pierre-Louis Bourgoin                                |       | UNR-UDT | Pierre-Louis Bourgoin   |       | UD-Ve      |
| 13e                                             | René Sanson                                          |       | UNR-UDT | Pierre Cot              |       | PCF        |
| 14e                                             | Hubert Germain                                       |       | UNR-UDT | Serge Boucheny          |       | PCF        |
| 15e                                             | Michel de Grailly                                    |       | UNR-UDT | Michel de Grailly       |       | UD-Ve      |
| 16e                                             | Christian de La Malène                               |       | UNR-UDT | Christian de La Malène  |       | UD-Ve      |
| 17e                                             | Bernard Rocher suppléant de Jacques Marette          |       | UNR-UDT | Jacques Marette         |       | UD-Ve      |
| 18e                                             | Nicole de Hauteclocque                               |       | UNR-UDT | Nicole de Hauteclocque  |       | UD-Ve      |
| 19e                                             | Claude Roux                                          |       | UNR-UDT | Claude Roux             |       | UD-Ve      |
| 20e                                             | Michel Habib-Deloncle                                |       | UNR-UDT | Michel Habib-Deloncle   |       | UD-Ve      |
| 21e                                             | Bernard Lepeu                                        |       | UNR-UDT | Bernard Lepeu           |       | UD-Ve      |
| 22e                                             | Jacques Sanglier                                     |       | UNR-UDT | Bernard Lafay           |       | CD         |
| 23e                                             | Jean de Préaumont                                    |       | UNR-UDT | Jean de Préaumont       |       | UD-Ve      |
| 24e                                             | Robert Trémollières suppléant de François Missoffe   |       | UNR-UDT | François Missoffe       |       | UD-Ve      |
| 25e                                             | Dominique Wapler suppléant de Alexandre Sanguinetti  |       | UNR-UDT | Claude Estier           |       | FGDS (CIR) |
| 26e                                             | Joël Le Tac                                          |       | UNR-UDT | Joël Le Tac             |       | UD-Ve      |
| 27e                                             | Jean Bernasconi                                      |       | UNR-UDT | Louis Baillot           |       | PCF        |
| 28e                                             | Pierre Ruais                                         |       | UNR-UDT | Pierre Ruais            |       | UD-Ve      |
| 29e                                             | André Rives-Henrÿs                                   |       | UNR-UDT | Paul Laurent            |       | PCF        |
| 30e                                             | Marc Saintout                                        |       | UNR-UDT | Claire Vergnaud         |       | PCF        |
| 31e                                             | Albert Marcenet                                      |       | UNR-UDT | Lucien Villa            |       | PCF        |
| * député sortant ne se représentant pas en 1967 |                                                      |       |         |                         |       |            |

## Seine-Maritime

Députés élus de la Seine-Maritime par circonscription

| Circonscription                                 | Député sortant     | Parti     | Parti             | Député élu ou réélu | Parti | Parti |
| ----------------------------------------------- | ------------------ | --------- | ----------------- | ------------------- | --- | ----- |
| 1re                                             | Roger Dusseaulx    |           | UNR-UDT           | Roger Dusseaulx     | {{Node-count limit exceeded}} {{Node-count limit exceeded\|nom\|\|{{Node-count limit exceeded}}}}{{Node-count limit exceeded\|gauche\|style="text-align:left"{{Node-count limit exceeded}}\|{{Node-count limit exceeded\|gauche\|style="text-align:left"{{Node-count limit exceeded}}}}}}{{Node-count limit exceeded\|long\|{{Node-count limit exceeded\|parti=}}\|{{Node-count limit exceeded\|long\|{{Node-count limit exceeded\|parti=}}\|{{Node-count limit exceeded\|parti=}}}}}}{{Node-count limit exceeded\| puis {{Node-count limit exceeded\|parti=}}}} |       |
| 2{{Node-count limit exceeded}}                  | Tony Larue         | SFIO}}    | Tony Larue        | FGDS-SFIO}}         | |       |
| 3{{Node-count limit exceeded}}                  | Jean-Marie Morisse | UNR-UDT}} | Roland Leroy      | PCF}}               | |       |
| 4{{Node-count limit exceeded}}                  | André Chérasse     | UNR-UDT}} | Colette Privat    | PCF}}               | |       |
| 5{{Node-count limit exceeded}}                  | André Bettencourt  | RI}}      | André Bettencourt | RI}}                | |       |
| 6{{Node-count limit exceeded}}                  | Maurice Georges    | UNR-UDT}} | Maurice Georges   | UDVe}}              | |       |
| 7{{Node-count limit exceeded}}                  | René Cance*        | PCF}}     | André Duroméa     | PCF}}               | |       |
| 8{{Node-count limit exceeded}}                  | Roger Fossé        | UNR-UDT}} | Roger Fossé       | UDVe}}              | |       |
| 9{{Node-count limit exceeded}}                  | Louis Boisson      | SFIO}}    | Raymond Offroy    | UDVe}}              | |       |
| 10{{Node-count limit exceeded}}                 | Georges Delatre    | UNR-UDT}} | Georges Delatre   | UDVe}}              | |       |
| * député sortant ne se représentant pas en 1967 |                    |           |                   |                     | |       |

## Seine-et-Marne

Députés élus de Seine-et-Marne par circonscription

Node-count limit exceeded
Node-count limit exceeded

## Yvelines

Députés élus des Yvelines par circonscription

Node-count limit exceeded
Node-count limit exceeded

## Deux-Sèvres

Députés élus des Deux-Sèvres par circonscription

Node-count limit exceeded
Node-count limit exceeded

## Somme

Députés élus de la Somme par circonscription

Node-count limit exceeded
Node-count limit exceeded

## Tarn

Députés élus du Tarn par circonscription

Node-count limit exceeded
Node-count limit exceeded

## Tarn-et-Garonne

Députés élus de Tarn-et-Garonne par circonscription

Node-count limit exceeded
Node-count limit exceeded

## Var

Députés élus du Var par circonscription

Node-count limit exceeded
Node-count limit exceeded

## Vaucluse

Députés élus de Vaucluse par circonscription

Node-count limit exceeded
Node-count limit exceeded

## Vendée

Députés élus du Vendée par circonscription

Node-count limit exceeded
Node-count limit exceeded

## Vienne

Députés élus de la Vienne par circonscription

Node-count limit exceeded
Node-count limit exceeded

## Haute-Vienne

Députés élus de la Haute-Vienne par circonscription

Node-count limit exceeded
Node-count limit exceeded

## Vosges

Députés élus des Vosges par circonscription

Node-count limit exceeded
Node-count limit exceeded

## Yonne

Députés élus de l'Yonne par circonscription

Node-count limit exceeded
Node-count limit exceeded

## Territoire de Belfort

Députés élus du Territoire de Belfort par circonscription

Node-count limit exceeded
Node-count limit exceeded

## Essonne

Députés élus de l'Essonne par circonscription

Node-count limit exceeded
Node-count limit exceeded

## Hauts-de-Seine

Députés élus des Vosges par circonscription

Node-count limit exceeded
Node-count limit exceeded

## Seine-Saint-Denis

Députés élus des Vosges par circonscription

Node-count limit exceeded
Node-count limit exceeded

## Val-de-Marne

Députés élus du Val-de-Marne par circonscription

Node-count limit exceeded
Node-count limit exceeded

## Val-d'Oise

Députés élus du Val-d'Oise par circonscription

Node-count limit exceeded
Node-count limit exceeded

## Guadeloupe

Députés élus de la Guadeloupe par circonscription

Node-count limit exceeded
Node-count limit exceeded

## Guyane

Député élu de la Guyane par circonscription

Node-count limit exceeded
Node-count limit exceeded

## Martinique

Députés élus de la Martinique par circonscription

Node-count limit exceeded
Node-count limit exceeded

## La Réunion

Députés élus de La Réunion par circonscription

Node-count limit exceeded
Node-count limit exceeded

## Côte française des Somalis

Député élu de la côte française des Somalis

Node-count limit exceeded
Node-count limit exceeded

## Comores

Députés élus des Comores

Node-count limit exceeded
Node-count limit exceeded

## Nouvelle-Calédonie et dépendances

Député élu de Nouvelle-Calédonie et dépendances

Node-count limit exceeded
Node-count limit exceeded

## Polynésie française

Député élu de la Polynésie française

Node-count limit exceeded
Node-count limit exceeded

## Saint-Pierre-et-Miquelon

Député élu de Saint-Pierre-et-Miquelon

Node-count limit exceeded
Node-count limit exceeded

## Wallis-et-Futuna

Député élu de Wallis-et-Futuna

Node-count limit exceeded
Node-count limit exceeded